# Gyimóthy Tibor
Gyimóthy Tibor (Tata, 1953. szeptember 25. –) magyar informatikus, egyetemi tanár, a Magyar Tudományos Akadémia rendes tagja. A szoftverfejlesztés, a szoftverminőség és a mesterséges intelligencia elméleti kutatásainak és azok gyakorlati alkalmazásának neves kutatója. A Szegedi Tudományegyetem Szoftverfejlesztés Tanszékének alapítója és vezetője volt 2017-ig. Jelenleg az MTA-SZTE Mesterséges Intelligencia Kutatócsoport vezetője.

## Életpályája
Egyetemi tanulmányait a József Attila Tudományegyetem (ma: Szegedi Tudományegyetem) Természettudományi Karán végezte, majd a Kalmár László által vezetett MTA-SZTE Automataelméleti Kutatócsoport munkatársa lett 1975-ben. A kutatócsoport 1996-ban felvette az MTA-SZTE Mesterséges Intelligencia Kutatócsoport nevet, ahol 2003-ig tudományos főmunkatársként kutatott. 2003-ban megalapította a SZTE Informatikai Intézet Szoftverfejlesztés Tanszékét, ahol vezetésével kiemelkedő kutatás-fejlesztési munka folyik azóta is, melyet hazai és nemzetközi ipari szereplők is motiválnak. A kutatásokba jelentős mértékben vonja be a fiatal kutatókat. A vezetése alatt több mint 100 kutató-fejlesztő munkatárs dolgozik. 2017-től az MTA-SZTE Mesterséges Intelligencia Kutatócsoport vezetője.
A hazai tudományos közéletben aktív szerepet vállal: Az MTA Informatikai- és Számítástudományi Bizottság elnöke (2009-2017), az MTA Matematikai Doktori Bizottságnak tagja (2009-), A MAB Műszaki Bizottságának tagja (2011-2017), az OTKA Matematikai Bizottságának tagja (2015-2017), a MAB Matematikai Bizottságának tagja (2008-2010), az OTKA Elektrotechnikai – Elektronikai Bizottságának tagja (2008-2010), az MTA Matematikai és Természettudományi Kuratóriumának tagja (2006-2008). 2019-ben a Magyar Tudományos Akadémia levelező, 2025-ben rendes tagjává választották.
Több mint 80 nemzetközi  konferencia programbizottságában vett részt, melyek között a szakterület vezető fórumai is szerepelnek. Négy alkalommal volt programbizottsági tagja az International Conference on Software Engineering (ICSE) konferenciának, mely a világ legjelentősebb tudományos fórumának számít a  szoftverfejlesztés területén. Programbizottság elnöke volt  az International Conference on Software Maintenance (2005) és az European Conference on Software Maintenance and Reengineering (2002, 2003) konferenciáknak. Az European Software Engineering Conference (ESEC) / ACM Foundations of Software Engineering (FSE) konferencia elnöke volt 2011-ben. Az ESEC/FSE konferencia Irányító Bizottságának tagja 2009-2014 között. Az European joint conferences on Theory And Practice of Software (ETAPS) Irányító Bizottságának tagja volt (1999-2000). Az IEEE Transaction on Software Engineering folyóiratban társszerzőként különszámot szerkesztett 2006-ban. A Journal of Software: Evolution and Process folyóirat szerkesztő bizottságának tagja.

## Munkássága
Gyimóthy Tibor jelenlegi  kutatásának fő iránya  az informatikai rendszerek minőségi problémáinak feltárása, ami magában foglalja a biztonsági és karbantarthatósági kérdések kezelését is. A kutatási terület elméleti alapjául szolgáló programszeletelési módszerek kidolgozásában jelentős szerepe volt. A  mesterséges intelligencia, azon belül a nyelvtechnológia és a gépi tanulás alkalmazásai lehetőségeit is intenzíven kutatja a szoftverfejlesztés különböző területein. Gyimóthy Tibor hozta létre 2003-ban 8 fővel az SZTE Szoftverfejlesztés tanszéket, ahol jelenleg több mint 100 fő dolgozik oktatási és kutatás-fejlesztési feladatokon. A tanszék projekt alapú oktatási stratégiájának lényege, hogy a tehetséges hallgatók a hagyományos egyetemi oktatás mellett valódi feladatok során szerezzenek fejlesztési kompetenciákat. Gyimóthy Tibor 15 sikeresen megvédett PhD disszertáció témavezetője volt.

## Díjai, elismerései
- Kalmár László-díj (1997)
- Széchenyi Professzori díj (1998-2002)
- Akadémiai Díj (2011)
- Gábor Dénes-díj (2013)
- Szent-Györgyi Albert-díj (2015)
- A Magyar Érdemrend tisztikeresztje (2021)
- Az International Conference on Software Maintenance konferencián az utóbbi 10 év legnagyobb hatású cikkének díja (2012)
- Konferencia legjobb cikke díj 5 rangos nemzetközi konferencián

## Főbb publikációi[5]
- Péter Hegedűs, István Kádár, Rudolf Ferenc, Tibor Gyimóthy. Empirical evaluation of software maintainability based on a manually validated refactoring dataset. INFORMATION AND SOFTWARE TECHNOLOGY 95: pp. 313-327. (2018)
- Gábor Szőke, Gábor Antal, Csaba Nagy, Rudolf Ferenc, Tibor Gyimóthy. Empirical study on refactoring large-scale industrial systems and its effects on maintainability. JOURNAL OF SYSTEMS AND SOFTWARE 129: pp. 107-126. (2017)
- Árpád Beszédes, Lajos Schrettner, Béla Csaba, Tamás Gergely, Judit Jász, Tibor Gyimóthy Empirical investigation of SEA-based dependence cluster properties, SCIENCE OF COMPUTER PROGRAMMING 105: pp. 3-25. (2015)
- Vidács, L ; Beszédes, Á ; Gyimóthy, T Combining Preprocessor Slicing with C/C++ Language Slicing In SCIENCE OF COMPUTER PROGRAMMING 74 : 7 pp. 399-413.  (2009)
- David Binkley, Sebastian Danicic, Tibor Gyimóthy, Mark Harman, Ákos Kiss, and Bogdan Korel. Theoretical foundations of dynamic program slicing. Theoretical Computer Science, 360(1-3):23–41. (2006)
- Tibor Gyimóthy, Rudolf Ferenc, István Siket Empirical validation of object-oriented metrics on open source software for fault prediction, IEEE TRANSACTIONS ON SOFTWARE ENGINEERING 31:(10) pp. 897-910. (2005)
- Ákos Kiss, Judit Jász, Tibor Gyimóthy Using dynamic information in the interprocedural static slicing of binary executables, SOFTWARE QUALITY JOURNAL 13:(3) pp. 227-245. (2005)
- Árpád Beszédes, Rudolf Ferenc, Tibor Gyimóthy, André Dolenc, and Konsta Karsisto. Survey of code-size reduction methods. ACM Computing Surveys, 35(3):223–267. (2003)
- Ferenc, R ; Beszédes, Á ; Tarkiainen, M ; Gyimóthy, T Columbus - Reverse Engineering Tool and Schema for C++ In Proceedings of the 18th IEEE International Conference on Software Maintenance (ICSM 2002) IEEE Computer Society, pp. 172-181. (2002)
- Tibor Gyimóthy, Árpád Beszédes, and István Forgács. An efficient relevant slicing method for debugging. In ESEC/FSE 1999, Lecture Notes in Computer Science, 1687:303–321. Springer, (1999)
- Peter, Fritzson; Nahid, Shahmehri; Mariam, Kamkar; Tibor, Gyimóthy. Generalized algorithmic debugging and testing In ACM LETTERS ON PROGRAMMING LANGUAGES AND SYSTEMS (LOPLAS) 1:4 pp. 303-322. , 20 p. (1992)